# Callitomis trifascia
Callitomis trifascia är en fjärilsart som beskrevs av Holloway 1976. Callitomis trifascia ingår i släktet Callitomis och familjen björnspinnare. Inga underarter finns listade i Catalogue of Life.